# Рали Австрия
Österreichische Alpenfahrt или на превод Австрийското Алпийско Рали е рали взело участие за Световния Рали шампионат през 1910.

## История
„Alpenfahrt“ стартира през 1910 което е най-старото рали преди Рали Монте Карло и се провежда на едно от най-трудните ралита преди Първата Световна Война. Колите по това време са били ненадежни и планинските планини са взимали понякога и жертви. Последното рали е през 1914.
След Първата Световна Война Австрия не може да финансира кръга поради щетите от войната и разпадането на Австро-Унгария, но със сътрудничеството на някои Автомобилни Асоцияции около алпите на интернационалото Алпийско Рали може да се проведе от 1928 до 1936. Ралито тръгва през Австрия, Франция, Швейцария, Германия и Италия. Първото Австрийско Alpenfahrt след Втората Световна Война е през 1949. Докато около 1965 по-голямата част от мотоциклети се включват в това рали. От периода 1965-1973 колите остават са множество в списъка с влизащите. 1973 Австрийското Алпийско Рали е включена в календара на Световния Рали шампионат, но след това Ралито повече не е попаднало в календара за следващите години поради Петролната Криза.

## Победители
| Година | Пилот        | Конструктор | Навигатор | Рали    | Статистика |
| ------ | ------------ | ----------- | --------- | ------- | ---------- |
| 1973   | Ахим Вамборт | БМВ 2002tii | Жан Тод   | Австрия | Статистика |